# 강좌

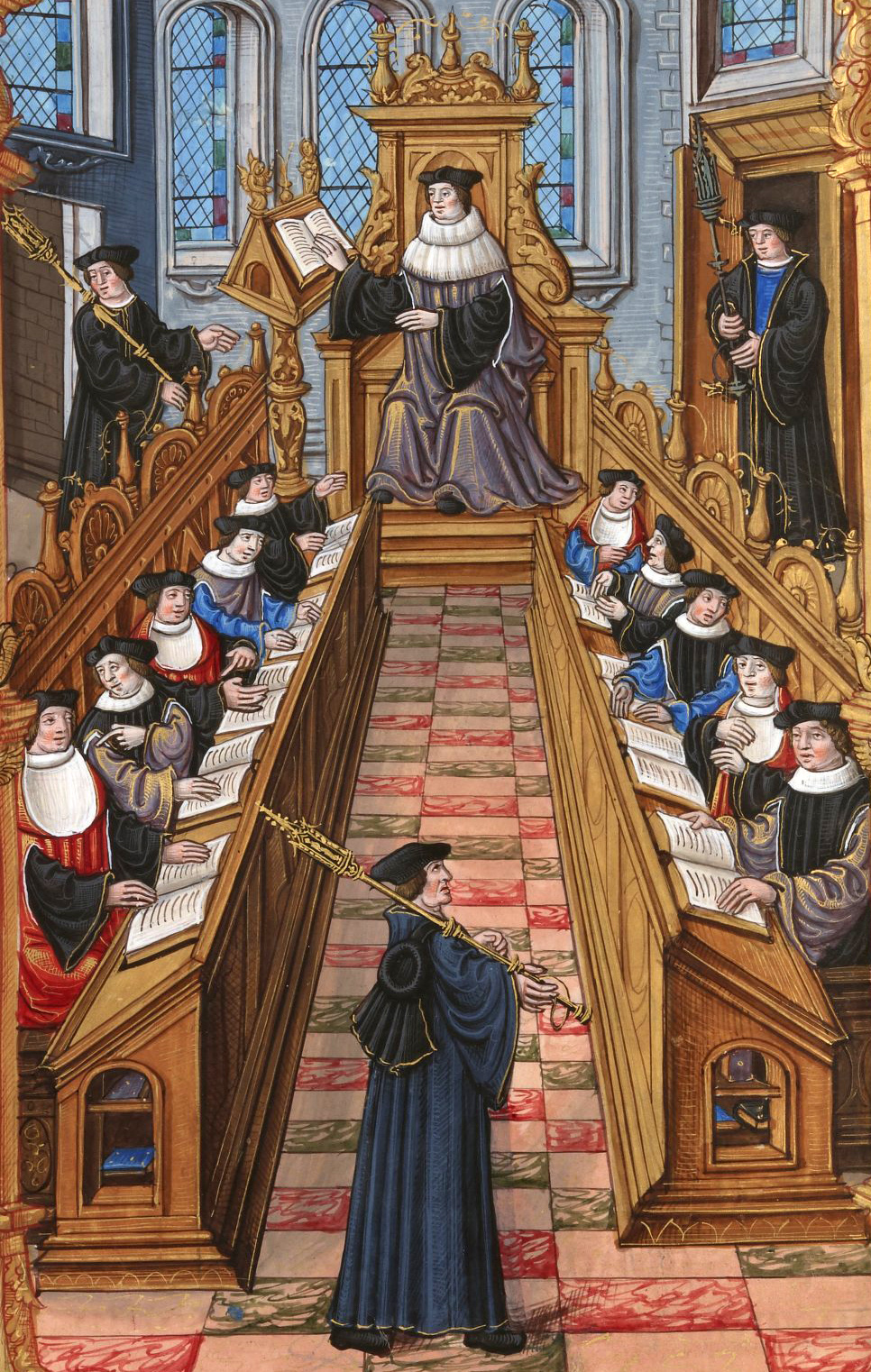
중세의 강좌

강좌 또는 튜토리얼(tutorial)은 교육에서 지식을 전달하는 방법이며 학습 과정의 일부로 사용될 수 있다. 책이나 강의보다 더 상호 작용적이고 구체적인 강좌는 예시를 통해 가르치고 특정 작업을 완료하는 데 필요한 정보를 제공한다.
강좌는 작업을 완료하기 위한 일련의 지침부터 대화형 문제 해결 세션(일반적으로 학계)에 이르기까지 다양한 형태로 제공될 수 있다.

## 컴퓨터 기반 강좌
컴퓨터 기반 교육에서 튜토리얼은 사용자가 오피스 제품군이나 기타 응용 프로그램, 운영 체제 인터페이스, 프로그래밍 도구 또는 비디오 게임과 같은 소프트웨어 제품의 일부를 사용하는 방법을 배우는 데 도움을 주는 컴퓨터 프로그램이다. 소프트웨어 튜토리얼에는 세 가지 종류가 있다.
1. 사용자가 보는 비디오 튜토리얼
2. 사용자가 화면 지침을 따르는 대화형 튜토리얼(어떤 경우에는 짧은 지침 영화 시청)에서 튜토리얼 연습을 하고 수신을 받는다. 그들의 행동에 따른 피드백
3. 웹 회의 소프트웨어를 이용하여 사용자가 원격으로 실시간 강의, 온라인 튜터링, 워크숍에 참여하는 웹 세미나.

## 같이 보기
- 튜터
- 교육조교
- 지식 베이스